# 아크틱 워페어
아크틱 워페어(영어: Arctic Warfare, AW)는 1982년, 영국의 애큐러시 인터내셔널사에서 생산·제작된 볼트 액션식 매그넘탄을 쓰는 대인용 저격소총이다.

## 대중 문화
- 배틀그라운드, 배틀그라운드 모바일, 배틀그라운드: 뉴 스테이트에서 특수보급에서만 나오는 AWM으로 등장한다.
- Surviv.io에서 2번째로 데미지가 강력한 AWM-S으로 등장한다.

## 역사
L42A1의 차기 저격총으로서 파커-헤일 M85를 제치고 L96이란 제식명으로 채용되었다. 1988년 스웨덴 군대가 PSG-90란 제식명으로 채용하면서 7.62 × 51 mm NATO 탄을 쓸 수 있도록 바꾸었으며, 그것을 영국군이 다시 L96A1으로서 역채용하였다.
AW는 섭씨 -40℃(화씨 -104Ｆ)의 날씨에서도 사격할 수 있도록 설계되었다. 손잡이와 폴리머로 된 개머리판이 일체형으로 이루어져 있다. 기본적으로 류폴드사의 마크4 정적 4배율 망원 조준경 또는 슈미트&벤더사의 가변 3~12배율 망원 조준경을 사용하며 다른 망원 조준경으로도 바꿀 수 있다.
대한민국에서는 해군 특수전전단과 경찰특공대, 제707특수임무단에서 AWSM모델을 채용하여 쓰고 있다.

## 변형

### AW
AWF(Folding)
접철식 개머리판을 장착한 개량형이다.
AWP(Police)
법 집행기관에 사용될 목적으로 제작된 7.62mm 사양의 개량형이다.
AWS(Suppressed)
소음기가 부착된 개량형이다.

### AW50
.50 BMG를 사용하는 개량형이다.

### AWM(Magnum), AWSM(Super Magnum)
각각 .300 윈체스터 매그넘, .338 라푸아 매그넘을 사용하는 개량형이다. .300 윈체스터 매그넘 사양은 L115A1으로, .338 라푸아 매그넘 사양은 L115A3으로 채용이 되었다.
2009년 11월, 크레이그 헤리슨의 L115A3으로 2,475m의 최장 저격기록이 달성되었다. 이후 2017년 캐나다 JTF-2 소속 저격수가 C15 LRSW를 사용하여 3,450m 저격 기록을 달성하여 L115A3의 저격기록은 깨지게 되었다.

## 참조
1. ↑  홍희범 (2007년 2월 28일). 〈해양경찰 특공대 저격수 훈련〉. 《월간 플래툰 141호》. 호비스트(Hobbist). 14-25쪽. ISSN 1739-5852.
2. ↑  “Sniper's Taliban shots earn him place in military record books”. Dailystar.
3. ↑  “Canadian elite special forces sniper makes record-breaking kill shot in Iraq”. The globe and mail. 2017년 6월 21일.